# Carcelia ridibunda
Carcelia ridibunda là một loài ruồi trong họ Tachinidae.